# Frederick Koolhoven

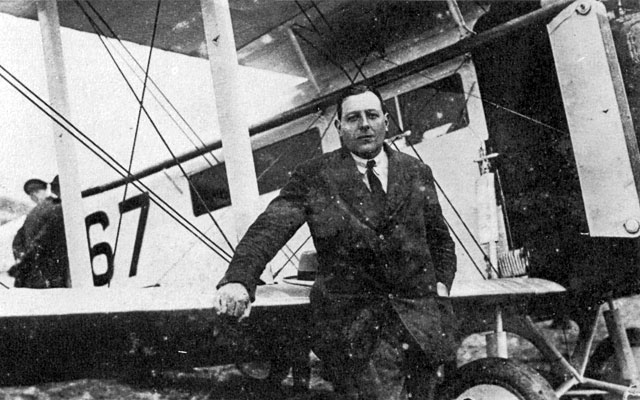
F. Koolhoven devant un moyen-courrier FK 26.

Sytse Frederic Willem Koolhoven, dit Frits, né le 11 janvier 1886 à Bloemendaal et mort le 1er juillet 1946 à Haarlem, est un pionnier et constructeur aéronautique néerlandais.

## Biographie
Il passe son brevet de pilote en 8 novembre 1910 dans l'école père et fils Marcel et René Hanriot.
Il retourne ensuite aux Pays-Bas et commence à construire une réplique du biplan de Henri Farman modifiée pour accueillir une nacelle pour passager et qu'il appelle Heidevogel (oiseau de bruyère).

En 1911, il devint collaborateur de Louis Béchereau chez SPAD puis fut nommé plus tard directeur de British Deperdussin Company Ltd. en Angleterre.
Après la faillite de Deperdussin, Koolhoven devint directeur d'une usine de Armstrong-Whitworth. C'est là que des avions portèrent pour la première fois ses initiales « F.K ». Le Armstrong Whitworth F.K.8 a été son premier grand succès. Un total de 1 701 appareils de ce type ont été mis en œuvre sur le front européen, en Asie Mineure et en Extrême-Orient.
En 1917, Koolhoven devint chef du bureau d'études chez British Aerial Transport Co. Ltd. (BAT). Ses premiers projets furent des avions de reconnaissance et des chasseurs mais ils arrivèrent trop tard pour prendre une part active au conflit. Le lendemain de l'armistice, le 11 novembre 1918, Koolhoven commença les plans du B.A.T. F.K.26 Commercial, un avion destiné dès le départ au transport commercial, qui fit son premier vol en avril 1919, deux mois avant le Junkers F 13.
Koolhoven était un vrai précurseur et développa un petit avion léger et bon marché, le BAT F.K.28 Crow de 1919 qui fut peut-être le premier ULM.
L'entreprise ne connut cependant pas le succès, toute l'industrie britannique souffrait de la dépression à laquelle la BAT ne survécut pas. En avril 1920, Koolhoven revint en Hollande.
Alors que son compatriote Anthony Fokker revenait enrichi de son aventure allemande et pouvait continuer sur sa lancée, Frederick Koolhoven dut repartir de zéro. Bien que Fokker fut le seul constructeur aéronautique en Hollande, Koolhoven ne rejoignit pas cette société mais préféra retourner dans l'industrie automobile et intégra la société Spijker considérée comme « le Rolls Royce du continent ».
Koolhoven ne perdit pas l'aéronautique de vue et seulement deux ans après son retour, il accepta une offre de la toute nouvelle société N.V. Nationale Vliegtuig Industrie, qui ne fut pas un succès et fit rapidement faillite. C'est là qu'il décida de fonder sa propre société, la N.V. Koolhoven Vliegtuigen (avions Koolhoven).
La société N.V. Koolhoven Vliegtuigen, implantée en 1926 sur l'aérodrome de Waalhaven près de Rotterdam connu un départ assez lent sur le marché de l'aviation privée, des avions-écoles et des petits avions de transport. Le premier succès de l'entreprise fut le F.K.41 (1928), l'un des premiers avions pour transport de passagers avec cabine fermée. Fabriqué sous licence en Angleterre et rebaptisé Desoutter Mk.I, cet appareil connu un certain succès dans les clubs d'aviation.
Par la suite, N.V. Koolhoven Vliegtuigen construisit le petit avion de tourisme privé F.K.43 (1930). La compagnie KLM en commanda aussi 8 exemplaires utilisés comme avions-taxi et pour l'écolage.
Le F.K.46 (1930) un beau biplan qui devint l'avion de base de l'école nationale, du fait de sa docilité fut appelé Koebeest (la vache).
La société de Koolhoven s'agrandit et ses avions aussi, comme les quatre avions de ligne F.K.50 (1935), achetés par la société suisse Alpar.
En 1935, Koolhoven reçut une commande de l'armée de l'air hollandaise (LVA) pour son Koolhoven F.K.51. Au moins 161 exemplaires de cet avion-école furent livrés à la LVA, la MLD (l'aéronavale d'avant la Seconde Guerre mondiale), la compagnie LA-KNIL (compagnie néerlandaise d'Extrême-Orient) et l'Espagne.
D'autres avions militaires suivirent : 
- le F.K.52 (en) : reconnaissance et chasse ;
- le F.K.55 (en) : chasseur à hautes performances ;
- le F.K.56 (en) : avion-école militaire de perfectionnement ;
- le F.K.58 : chasseur à hautes performances.

Le plus impressionnant de ces avions est le F.K.55, un chasseur expérimental à hélices contrarotatives innovant sous de nombreux aspects. Il fut l'un des produits phares du salon du Bourget de 1936.
Le F.K.58 (1938) fut construit pour les besoins de l'armée de l'air française. Le prototype fut réalisé en l'espace de 8 semaines seulement.
Le F.K.59 (1938), un avion militaire polyvalent fut le dernier produit par Koolhoven. Entre-temps, l'usine employait 1 200 personnes et couvrait une superficie de 81 000 m2. Il était devenu un concurrent sérieux de Fokker en 12 ans. L'avenir semblait lui sourire.
Le 10 mai 1940, les Pays-Bas furent envahis par les troupes du Troisième Reich. Tous les aéroports furent bombardés dont celui de Waalhaven. L'usine de Koolhoven fut la première des cibles de la Luftwaffe.
Frederick Koolhoven mourut le 1er juillet 1946 des suites d'une attaque. Au cours de sa vie, il avait conçu plus de 60 types d'avions différents dont presque 3 000 exemplaires furent produits.

## Avion préservé
Un seul avion a survécu, un BAT F.K.23 Bantam, restauré par les bénévoles de Stichting Koolhoven Vliegtuigen.
Il existe par ailleurs une initiative privée visant à faire une réplique du F.K.51 pour lequel Stichting Koolhoven Vliegtuigen met à disposition la documentation de ses archives.